# Brassac-les-Mines
Brassac-les-Mines település Franciaországban, Puy-de-Dôme megyében. Lakosainak száma 3380 fő (2022. január 1.). Brassac-les-Mines Auzat-la-Combelle, Sainte-Florine, Vézézoux, Beaulieu, Charbonnier-les-Mines és Jumeaux községekkel határos.

## Népesség
A település népességének változása:
| Lakosok száma | 3291 | 3300 | 3478 | 3311 | 3349 | 3362 | 3373 | 3376 | 3380 |
|               | 2013 | 2015 | 2016 | 2017 | 2018 | 2019 | 2020 | 2021 | 2022 |